# Marvel's Spider-Man (серія ігор)
Marvel's Spider-Man — серія пригодницьких відеоігор, розроблених Insomniac Games і виданих Sony Interactive Entertainment для консолей PlayStation і Windows. Засновані на персонажах, що з'являються у виданнях коміксів Marvel, ігри надихаються багаторічною історією коміксів, а також різноманітними адаптаціями в інших засобах масової інформації. В основі серії лежать головні герої Пітер Паркер і Майлз Моралес, які борються зі злочинністю в Нью-Йорку як Люди-павуки, водночас долаючи складнощі свого цивільного життя.
Marvel Games розпочала переговори з SIE щодо розробки ігор третіх сторін на основі їхніх персонажів, що призвело до того, що студія Insomniac Games, з якою вони часто співпрацювали, була обрана для придбання ліцензії на персонажа Людини-павука у Activision у 2014 році. Серія розпочалася з гри Marvel's Spider-Man та її подальшого доповнення The City That Never Sleeps, яке вийшло на PlayStation 4 наприкінці 2018 року; пізніше гра та її доповнення були зібрані разом і випущені у вигляді ремастерингової версії для PlayStation 5 у листопаді 2020 року та для Windows у серпні 2022 року. Прямий спін-офф, Marvel's Spider-Man: Miles Morales вийшов на PlayStation 4 і PlayStation 5 у листопаді 2020 року разом з Marvel's Spider-Man Remastered, а порт для Windows вийшов у листопаді 2022 року. Продовження оригінальної гри та спін-оффу про Майлза Моралеса, Marvel's Spider-Man 2, вийшло на PlayStation 5 у жовтні 2023 року та на Windows у січні 2025 року. Третя частина, Marvel's Spider-Man 3, перебуває в розробці.

## Відеоігри
- 2018 — Marvel's Spider-Man
- 2020 — Marvel's Spider-Man: Miles Morales
- 2023 — Marvel's Spider-Man 2
- TBA — Marvel's Wolverine

### ІгриMarvel's Spider-Man(2018–теперішній час)

#### Marvel's Spider-Man (2018)
Marvel's Spider-Man — перша частина серії, випущена для PlayStation 4 у вересні 2018 року. Дія розгортається через вісім років кар'єри Пітера Паркера як Людини-павука, а зосереджується на злочинному авторитеті-надлюдині Містер Негатив і його плані захопити контроль над злочинним світом Нью-Йорка . Коли він погрожує випустити смертоносний вірус за допомогою групи втікачів-суперлиходіїв, відомих як Зловісна шістка, Людина-павук має протистояти йому та врятувати місто, вирішуючи особисті проблеми своєї цивільної особи. У його зусиллях його супроводжують колишня колега з Daily Bugle і колишня дівчина Мері Джейн Вотсон, капітан поліції Нью-Йорка (NYPD) Юрі Ватанабе та Майлз Моралес, син офіцера NYPD Джефферсона Девіса .

##### DLC "Місто, яке ніколи не спить" (англ.The City That Never Sleeps) (2018)
Insomniac підтримували гру кампанією завантажуваного вмісту (DLC) The City that Never Sleeps, яка складається з трьох епізодів, які випускалися щомісяця з жовтня по грудень 2018 року. Дія DLC розгортається через кілька місяців після подій базової гри. Додатковий контент показує, як Людина-павук бореться з новою хвилею злочинності, очолюваної фізично покращеним босом мафії Хаммерхедом за допомогою експерта-лиходія та колишньої коханої Феліції Харді та Сілвера Саболінової, власник і оператор групи найманців Sable International.

##### Marvel's Spider-Man Remastered(2020)
Marvel's Spider-Man Remastered містить як оригінальну гру, так і всі три епізоди The City That Never Sleeps . Ремастер також може похвалитися численними графічними та презентаційними покращеннями, а саме реалізацією двох попередніх налаштувань гри: «Режим точності» для підвищення графічної деталізації гри та ввімкнення трасування променів у реальному часі та «Режим продуктивності» для динамічного масштабування роздільної здатності при збільшенні ігрового частота кадрів. Третя опція презентації, «Performance RT», була додана після запуску гри, щоб увімкнути трасування променів у реальному часі та підвищити продуктивність. Інші функції включають «майже миттєве завантаження», яке забезпечує консольний SSD, а також підтримку як технології Sony 3D Audio, так і тактильного зворотного зв'язку контролера DualSense . Ремастер представляє перероблену ігрову модель руху Пітера Паркера, зняту Беном Джорданом, замінивши оригінального актора Джона Бубінака, а також включає додаткові костюми, які спочатку не були доступні в оригінальній версії PlayStation 4, включаючи ексклюзивний «Чорно-золотий костюм» і « Гібридний костюм», натхненний костюмами, які носив Пітер Паркер у фільмі «Людина-павук: Додому шляху немає» (2021) з кіновсесвіту Marvel (MCU).
Гра спочатку була випущена в усьому світі в листопаді 2020 року як стартова назва для PlayStation 5 і була включена разом з Ultimate Edition Marvel's Spider-Man: Miles Morales на консолі. Крім того, її можна отримати, оновивши версію Майлза Моралеса для PS4 і придбавши окремо ремастер, а також дозволив функцію перехресного збереження між нею та оригінальною версією Marvel's Spider-Man для PS4. Ремастер був доступний для індивідуальної покупки як цифровий тайтл у PlayStation Store у травні 2023 року, причому існуючі власники оригінальної версії PS4 мали право на оновлення за окрему плату. Версія ремастера для Windows, розроблена дочірньою студією PlayStation Nixxes Software, була випущена як окрема назва в Steam і Epic Games Store по всьому світу в серпні 2022 року Версія ремастеру для ПК може похвалитися численними спеціальними вдосконаленнями, такими як підтримка NVIDIA DLSS і DLAA, сумісність із ультраширокими та панорамними моніторами, додатковий пресет презентації, відомий як «Ultimate RT» для сумісних графічних карт NVIDIA та AMD, вбудована підтримка різних контролерів. і введення з миші та клавіатури, а також параметри розблокованої частоти кадрів для підвищення продуктивності гри.

#### Marvel's Spider-Man: Miles Morales(2020)
Marvel's Spider-Man: Miles Morales була випущена в листопаді 2020 року на PlayStation 4 і як стартова назва для PlayStation 5, а для Windows була випущена в листопаді 2022 року У ній розповідається про друга Паркера Майлза Моралеса, який набув подібних здібностей, заснованих на павуках, наприкінці першої гри і згодом був навчений Паркером. Коли Паркер і Мері Джейн Вотсон їдуть на екскурсію до Симкарії на кілька тижнів, Майлзу залишається захищати Нью-Йорк як його єдина Людина-павук і він повинен захищати свій новий дім, Гарлем, після того, як він потрапляє під перехресний вогонь війна між енергетичною корпорацією Roxxon і високотехнологічною кримінальною армією під назвою Підпілля, яку очолює таємничий Тінкерер .

#### Marvel's Spider-Man 2(2023)
Marvel's Spider-Man 2 вийшов на PlayStation 5 у жовтні 2023 року На ньому зображено Пітера Паркера та Майлза Моралеса, які намагаються визначити своє майбутнє, одночасно збалансовуючи своє особисте життя та свої обов'язки перед містом як Люди-павуки. Коли Мисливці, приватна група найманців під керівництвом Сергія «Крейвена» Кравіноффа, прибувають і перетворюють Нью-Йорк на мисливський угіддя для Людей-павуків та їхніх шахраїв, Пітер і Майлз повинні битися з різними лиходіями, а перший вступає в контакт з Веномом ., позаземний симбіот, який зв'язується з Паркером і негативно впливає на нього.